# Alexander Kaul (Politiker)
Alexander Kaul (* 4. Juli 1901 in Hameln; † 15. Oktober 1972 in Athen) war ein hessischer Politiker (GB/BHE) und Abgeordneter des Hessischen Landtags.

## Leben
Nach dem Abitur studierte Kaul Rechtswissenschaften und Nationalökonomie an den Universitäten Heidelberg und München und promovierte. Im Anschluss arbeitete er im Verlagswesen und als Wirtschaftsberater. 
Alexander Kaul war bereits am 29. August 1922 der NSDAP beigetreten. Nach ihrem Verbot trat er ihr erst nach der „Machtergreifung“ zum 1. Mai 1933 wieder bei (Mitgliedsnummer 2.945.510). Nach eigener Aussage (im späteren Spruchkammerverfahren) trat er 1942 aus ihr aus. Darüber hinaus war Kaul SA-Mitglied.
Im Zweiten Weltkrieg leistete er Kriegsdienst und kam danach in Kriegsgefangenschaft. Nach dem Krieg war Alexander Kaul war Gründungsmitglied des GB/BHE in Hessen. Am 10. März 1955 trat er für den ausgeschiedenen Abgeordneten Walter Preißler in den Hessischen Landtag ein, dem er bis zum 30. November 1958 angehörte.
Zwischen dem 1. März 1956 und dem 28. Februar 1963 war er Staatskommissar für die Förderung der hessischen Notstandsgebiete und Zonenrandkreise in der Hessischen Staatskanzlei. Von 1963 bis 1966 war er als Abteilungsleiter für Flüchtlingsfragen im Hessischen Innenministerium tätig. 1967 wurde Kaul mit dem Großen Verdienstkreuz der Bundesrepublik Deutschland ausgezeichnet. Er lebte mit seiner Familie in Bensheim. Im Oktober 1972 verstarb Kaul an einem Herzinfarkt auf einem Schiff vor Athen.